# Радисав Павићевић
Радисав Павићевић (12. октобар 1951 — Нови Сад, 18. фебруар 2019) био је југословенски и српски рукометаш.

## Играчка каријера
Рукометну каријеру је започео у Црвенки, чије је боје бранио пуних 15 година. Са клубом је успео да 1969. године освоји титулу шампиона Југославије, а 1972. године био је финалиста националног Купа.
Играо је на позицији левог бека. Био је перјаница Црвенке и носилац игре, а своје знање и енергију уложио је у развој клуба, посебно је позитивно утицао на млађе саиграче.
За репрезентацију Југославије је наступио 116 пута и постигао 376 голова, а био је заслужни спортиста Југославије. На Светском првенству 1974. с репрезентацијом је освојио бронзану медаљу, а четири године касније на Светском првенству 1978. пето место, као и на Олимпијским играма 1976. у Монтреалу.
Дао је значајан допринос у развоју немачких клубова, за које је играо 10 година. Потом се вратио у Србију, по пола године одиграо је за Црвенку и новосадску Војводину, да би се потом окренуо приватном бизнису. Његова супруга се зове Гордана и са њом има сина Владимира. Преминуо је 18. фебруара 2019. године. Сахрањен је два дана касније на Алмашком гробљу у Новом Саду.

## Успеси
Југославија
- медаље
- бронза Светско првенство 1974. Источна Немачка.

Црвенка
- Првенство СФР Југославије : 1968/69.